# Attila Adrovicz
Attila Adrovicz, né le 8 avril 1966 à Budapest, est un kayakiste hongrois pratiquant la course en ligne.

## Palmarès

### Jeux olympiques
- Médaille d'argent aux Jeux olympiques de 1996 à Atlanta en K-4 1000m[1].